# Bembix bidentata
Bembix bidentata é uma espécie de insetos himenópteros, mais especificamente de vespas pertencente à família Crabronidae.
A autoridade científica da espécie é Vander Linden, tendo sido descrita no ano de 1829.
Trata-se de uma espécie presente no território português.